# يوشيمي نيشيدا
يوشيمي نيشيدا (باليابانية: 西田祥実؛ بالكانا: にしだ よしみ) هو عسكري ياباني، ولد في 1 مارس 1892 في كوتشي في اليابان، وتوفي في 21 فبراير 1944 في آتول إنيويتوك في جزر مارشال.